# ددماسار (آراغاتسوتن)
مدينة ددماسار (بالإنجليزية: Ddmasar) هي إحدى المدن التابعة لمقاطعة آراغاتسوتن في أرمينيا. يقدر عدد سكانها بـ 158 نسمة حسب الإحصاء الذي جرى عام 2011.